# Rezonanță (chimie)

Cele două structuri de rezonanță ale dioxidului de azot

În chimie, rezonanța sau mezomeria face referire la oscilarea structurii chimice a unei substanțe între formele ei izomere electronic. Rezonanța este o metodă de a descrie electronii delocalizați din anumite molecule sau ioni poliatomici, în care legăturile nu pot fi reprezentate prin structuri Lewis. O astfel de moleculă sau ion cu electroni delocalizați prezintă două sau mai multe structuri de rezonanță.
Fiecare structură de rezonanță poate fi reprezentată cu ajutorului unei structuri Lewis, cu un număr natural de legături covalente realizate între fiecare pereche de atomi din cadrul structurii. Toate structurile Lewis sunt folosite împreună pentru a descrie structura adevărată a moleculei, care este un intermediar aproximativ între structurile de rezonanță, fiind astfel denumit hibrid de rezonanță. Structurile de rezonanță diferă doar prin poziția electronilor, și nu prin poziția nucleelor.